# Raritan (New Jersey)
Raritan est un borough situé dans le comté de Somerset de l’État américain du New Jersey.